# Epicauta seriata
Epicauta seriata es una especie de coleóptero de la familia Meloidae.

## Distribución geográfica
Habita en Yunnan (China).